# Zonda Towers
Zonda Towers är en kulle i Antarktis. Den ligger i Västantarktis. Argentina, Chile och Storbritannien gör anspråk på området. Toppen på Zonda Towers är 825 meter över havet.
Terrängen runt Zonda Towers är kuperad söderut, men norrut är den platt. Trakten är obefolkad. Det finns inga samhällen i närheten.